# Brainstorming
Il brainstorming (lett. assalto mentale, in italiano reso con raccolta di idee o tempesta di cervelli) è una tecnica creativa di gruppo per far emergere idee volte alla risoluzione di un problema. Il metodo iniziò a diffondersi nel 1957, grazie al libro Applied Imagination del dirigente pubblicitario Alex Faickney Osborn. 
Altri metodi per la creazione di idee sono la "creazione individuale" e l'"approccio dell'analisi morfologica".

## Descrizione

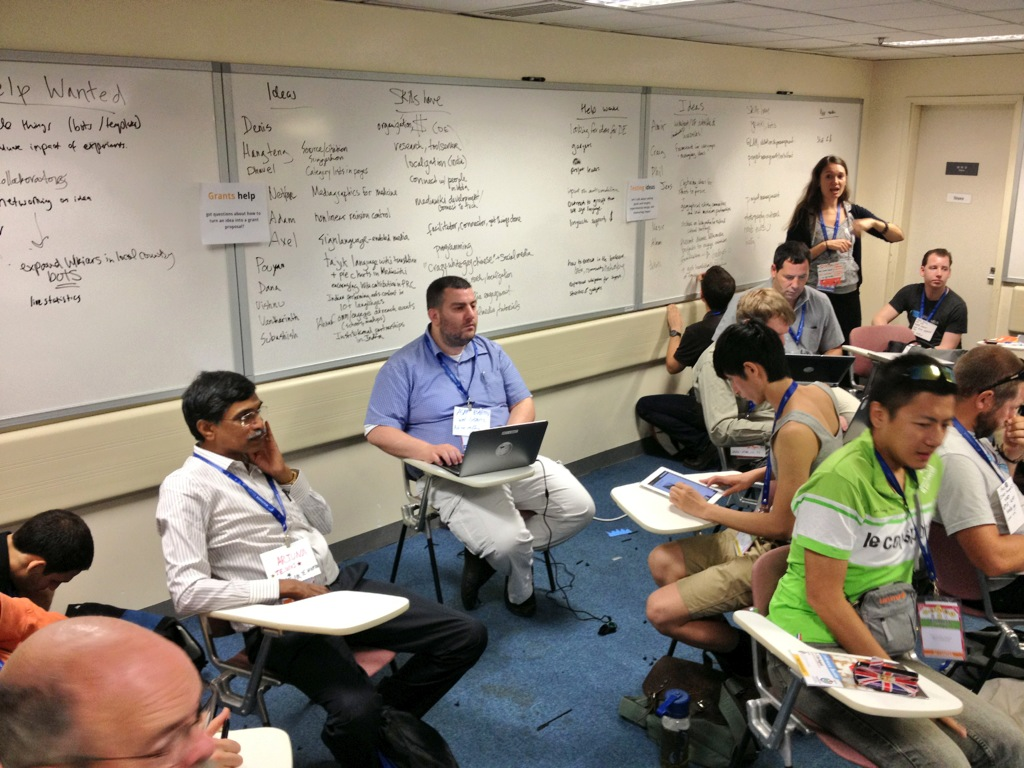
Tipicamente durante un brainstorming le idee suggerite vengono, di volta in volta, riportate su lavagne o grandi fogli per rimanere visibili a tutti durante la sessione

Sinteticamente consiste, dato un problema, nell'organizzare una riunione in cui ogni partecipante propone liberamente soluzioni di ogni tipo (anche strampalate, paradossali o con poco senso apparente) al problema, senza che nessuna di esse venga minimamente censurata. La critica ed eventuale selezione interverrà solo in un secondo tempo, terminata la seduta di brainstorming. Il brainstorming si basa infatti sul principio di 'giudizio differito', secondo cui il giudizio critico non va applicato nello sforzo creativo per non interferire nell'attività produttiva; il secondo principio alla base del brainstorming è che da una grande quantità di idee nascono anche idee di qualità maggiore.
Il risultato principale di una sessione di brainstorming può consistere in una nuova e completa soluzione del problema, in una lista di idee per un approccio ad una soluzione successiva, o in una lista di idee con cui realizzare un programma di lavoro per trovare in seguito una soluzione. Il metodo dell'assalto mentale non manca di pareri critici da parte di numerosi studiosi, tuttavia resta una tecnica molto comune e popolare usata in un gran numero di impostazioni aziendali.

### Mappe mentali
Uno strumento metodologico che facilita l'impiego di questa tecnica è quello delle mappe mentali, che permettono di rappresentare graficamente gli spunti via via che emergono in chiave grafica. Essendo inoltre delle mappe creative, le mappe mentali stimolano il processo associativo e quindi la generazione di nuove idee.

## Campi d'applicazione
Il brainstorming ha molte applicazioni pratiche, ma il suo maggiore uso riguarda:
- Lo sviluppo di nuovi prodotti - ottenendo idee per nuovi prodotti e migliorando i prodotti esistenti
- Pubblicità - sviluppando idee per campagne pubblicitarie
- Risoluzione di un problema - analizzando dati, cause, soluzioni alternative, analisi di impatto, valutazioni
- Gestione di processi - trovando sistemi per migliorare gli affari e i processi di produzione
- Gestione di progetti - identificando gli obiettivi del cliente, i rischi, le variabili, le risorse, i ruoli e le responsabilità, ecc.
- La costruzione di una squadra - generando condivisione e discussione di idee per stimolare i partecipanti a pensare
- Pianificazione d'impresa– sviluppando e migliorando l'idea di un prodotto.
- Preparazione di un processo giudiziario da parte di avvocati.
- Creazione artistica.

## Critiche
Molte ricerche confutano l'affermazione di Osborn secondo cui il brainstorming di gruppo possa generare più idee rispetto agli individui che lavorano da soli. Ad esempio, in una recensione di 22 studi sul brainstorming di gruppo, Michael Diehl e Wolfgang Stroebe hanno scoperto che i brainstorming di gruppo producono nettamente meno idee rispetto agli individui che lavorano separatamente. Tuttavia, questa conclusione è messa in discussione da una successiva revisione di 50 studi effettuata da Scott G. Isaksen, che ha dimostrato che un malinteso sullo strumento, una debole applicazione dei metodi e l'artificialità dei problemi e dei gruppi compromette la maggior parte di tali studi e la validità delle conclusioni.